# George Holyoake

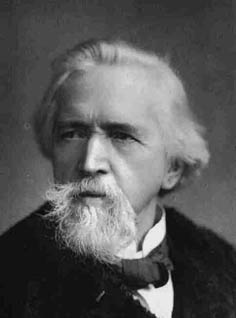
George Holyoake

George Holyoake (Birmingham, 13 de abril de 1817 — Brighton, 22 de janeiro de 1906) foi um militante britânico da separação da Igreja e do Estado e o inventor do termo em língua inglesa secularism (secularismo). Holyoake foi o último britânico condenado por blasfêmia, em 1841, cumprindo uma pena de seis meses.